# US5
US5 is een boyband uit Duitsland, Engeland en de Verenigde Staten. De band ontstond in 2005 uit het Duitse televisieprogramma Big in America, een coproductie van RTL en de Amerikaanse fraudeur Lou Pearlman. De band tekende in juni van dat jaar een contract met Pearlman's Transcontinental Records. US5 werd succesvol in Centraal-Europa met hun debuutalbum Here We Go. Ze hebben wereldwijd 2.500.000 platen verkocht.

## Discografie
| Here We Go           | 18 november 2005 |  |
| In Control           | 24 november 2006 |  |
| In Control Realoaded | 14 december 2007 |  |
| Around The World     | 14 November 2008 |  |

| Maria                          | 2005 |  |
| Just Because of You            | 2005 |  |
| Come Back to Me Baby           | 2006 |  |
| Mama                           | 2006 |  |
| In the Club                    | 2006 |  |
| One Night with You             | 2007 |  |
| Rhythm of Life (Shake It Down) | 2007 |  |
| Too Much Heaven                | 2007 |  |
| Round and Round                | 2008 |  |
| The Boys Are Back              | 2008 |  |